# 熊谷スポーツ文化公園陸上競技場
熊谷スポーツ文化公園陸上競技場（くまがやスポーツぶんかこうえんりくじょうきょうぎじょう）は、埼玉県熊谷市の熊谷スポーツ文化公園内にある陸上競技場兼球技場である。施設は埼玉県が所有し、公益財団法人埼玉県公園緑地協会が指定管理者として運営管理を行っている。

## 概要
- 日本陸上競技連盟第1種公認、ワールドアスレティックスCLASS 2認証取得
- トラック：400m×9レーン。
- フィールド：天然芝。
- 収容人員：15,392人（メインスタンド屋根付）
- ナイター設備は鉄塔4基。
- 電光掲示板はLED方式のカラービジョン。かつては映像再生が不可能かつ選手一覧がカタカナで表示されていたが、2018年に入れ替えられこれらの点が改善された。
- 補助トラックは日本陸上競技連盟第三種公認。
- 第95回日本陸上競技選手権大会が2011年6月10日 - 2011年6月12日の3日間、当競技場で開催された。

## 開催された陸上の大会
- 東日本実業団対抗駅伝競走大会発着点
- 全国高等学校総合体育大会陸上競技大会（2008年）
- 日本陸上競技選手権大会（2011年）
- 日本学生陸上競技対校選手権大会（2014年・2016年・2021年・2023年）
- 全日本実業団対抗陸上競技選手権大会（2013年・2020年）

そのほか陸上競技ではインターハイや全中などの県予選の大会がここで行われている。

## サッカー
Jリーグに加盟する大宮アルディージャが2003年の完成以後、年間数試合ここを準ホームスタジアムとして使用していた。それ以外では、ザスパクサツ群馬が不定期に開催する他、浦和レッドダイヤモンズのプレシーズンマッチの試合（さいしんカップ）、2007年には地域リーグ決勝大会、2009年には栃木SC、2011年にはFC東京がホームゲームを開催した。また、天皇杯 JFA 全日本サッカー選手権大会の会場としてほぼ毎年使用されている。
日本女子サッカーリーグでは2012年に浦和レッドダイヤモンズレディースの主管試合を1試合開催している。選抜高校女子サッカー大会の会場のひとつとしても使用。
2021年度第100回全国高等学校サッカー選手権大会の試合会場として使用された。
WEリーグ開始の2021年からは、ASエルフェン埼玉がホームスタジアムとして登録している。

## その他
ミュージック・ビデオ撮影のロケ地として使用されることがあり、過去に「栄光の架橋」（ゆず）、「トライアゲイン～何度でも熱くなれ～」（カラーボトル）、「風が吹いている」（いきものがかり）のPVの撮影が行われている。
また、auのCM「PERFECT SYNC.」篇のロケ地の一部（競技場の部分）としても使われている。
2026年のねんりんピック彩の国さいたま2026では当地で開会式が行われる予定